# Tarkan Tüzmen
Tarkan Tüzmen (* 7. März 1968 in Ankara) ist ein türkischer Sänger und Schauspieler.

## Leben und Wirken
Mit der Ballade Unutamazsın trat er für die Türkei beim Eurovision Song Contest 1998 in Birmingham an. Er erreichte Platz 14.
Als Schauspieler war er in der Nebenrolle Alper in Tal der Wölfe (2003–2005) und Tal der Wölfe – Hinterhalt (2007–2011) zu sehen.

## Diskografie

### Alben
- 1996: T1
- 2003: T2

### Singles
- 1998: Unutamazsın